# ウインズ札幌
ウインズ札幌（ウインズさっぽろ）は、北海道札幌市中央区にある日本中央競馬会 (JRA) の場外勝馬投票券発売所である。
従来はA館（本館）とB館（分館）のほか、A館に隣接するアーバン館にエクセルフロアが設けられていたが、2021年5月15日より旧A館を改築してリニューアルオープン。これに先立ち5月9日の競馬開催日、および5月10日の平日払戻業務をもって、B館とアーバン館エクセルフロアの営業が終了した。

## 施設
地下2階・地上8階建で、1階から5階までが一般投票フロア（2階は有人窓口設置、UMACA投票対応）となっており、5階に指定席（有料：500円）、6階にグループルーム（3部屋：1室4000円）とエクセルフロアを設ける。エクセルフロアは全席UMACAシートとなり、北海道地区では初設置となる。7階はUMACA専用フロアとなっている。
地下2階でさっぽろ地下街（ポールタウン）と接続し、1階に新聞売店と総合インフォメーション・平日払戻所がある。4階にはイートインスペースを設置。エクセルフロア利用券・指定席発売所は5階にある。このほか、4階・6階・7階に売店が設置される。
喫煙専用室を除き、全館禁煙。

## 沿革
- 1979年（昭和54年）3月24日：開業
- 1987年（昭和62年）8月8日：ウインズ札幌エクセルフロアオープン（JRA初の有料フロア）
- 2018年（平成31年）4月13日：金曜日発売を開始[3]
- 2021年（令和3年）
  - 4月30日：金曜日発売を終了[4]
  - 5月10日：ウインズ札幌B館・アーバン館の営業を終了[1]
  - 5月15日：ウインズ札幌A館をリニューアル[1]

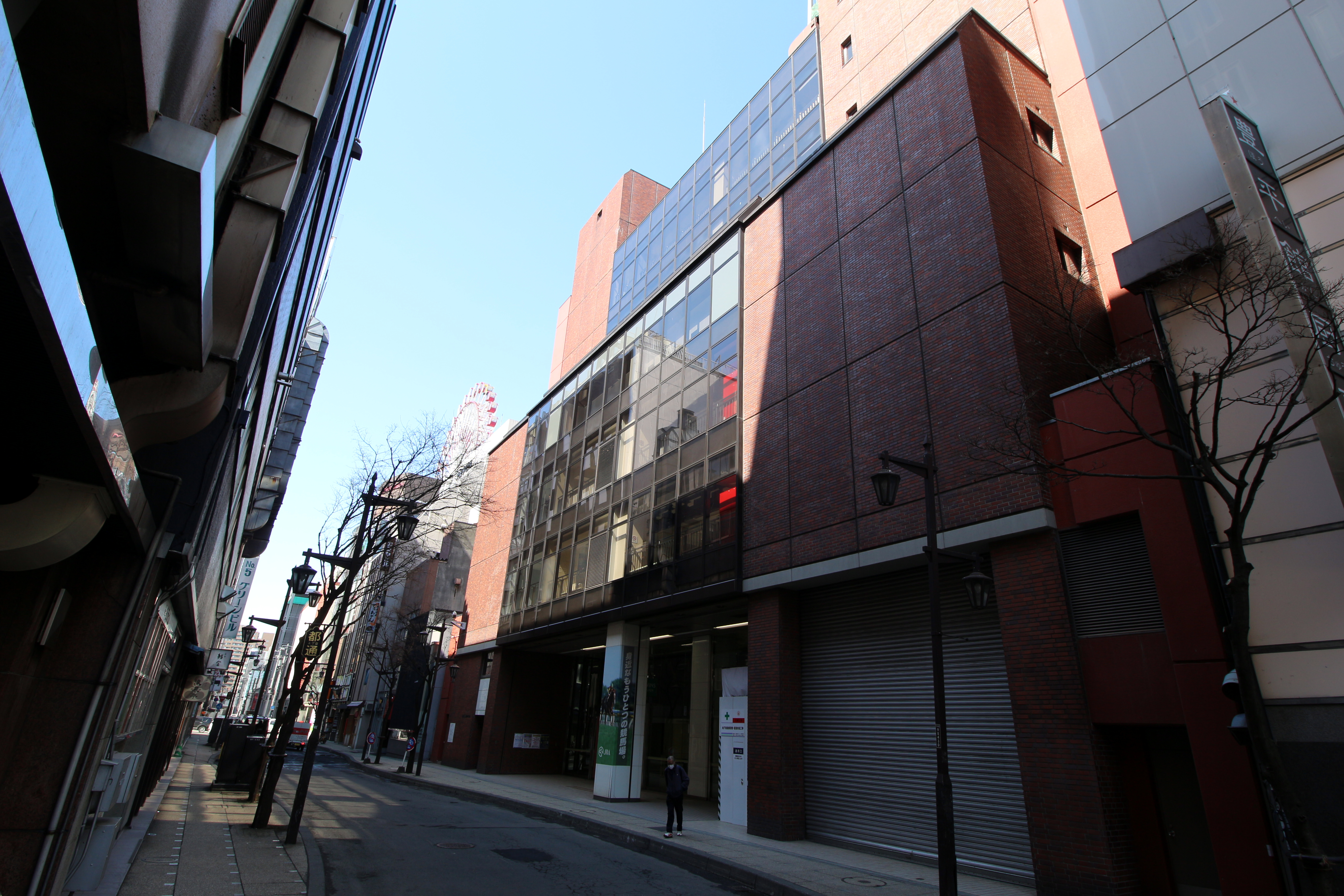
旧ウインズ札幌A館 （2018年4月）
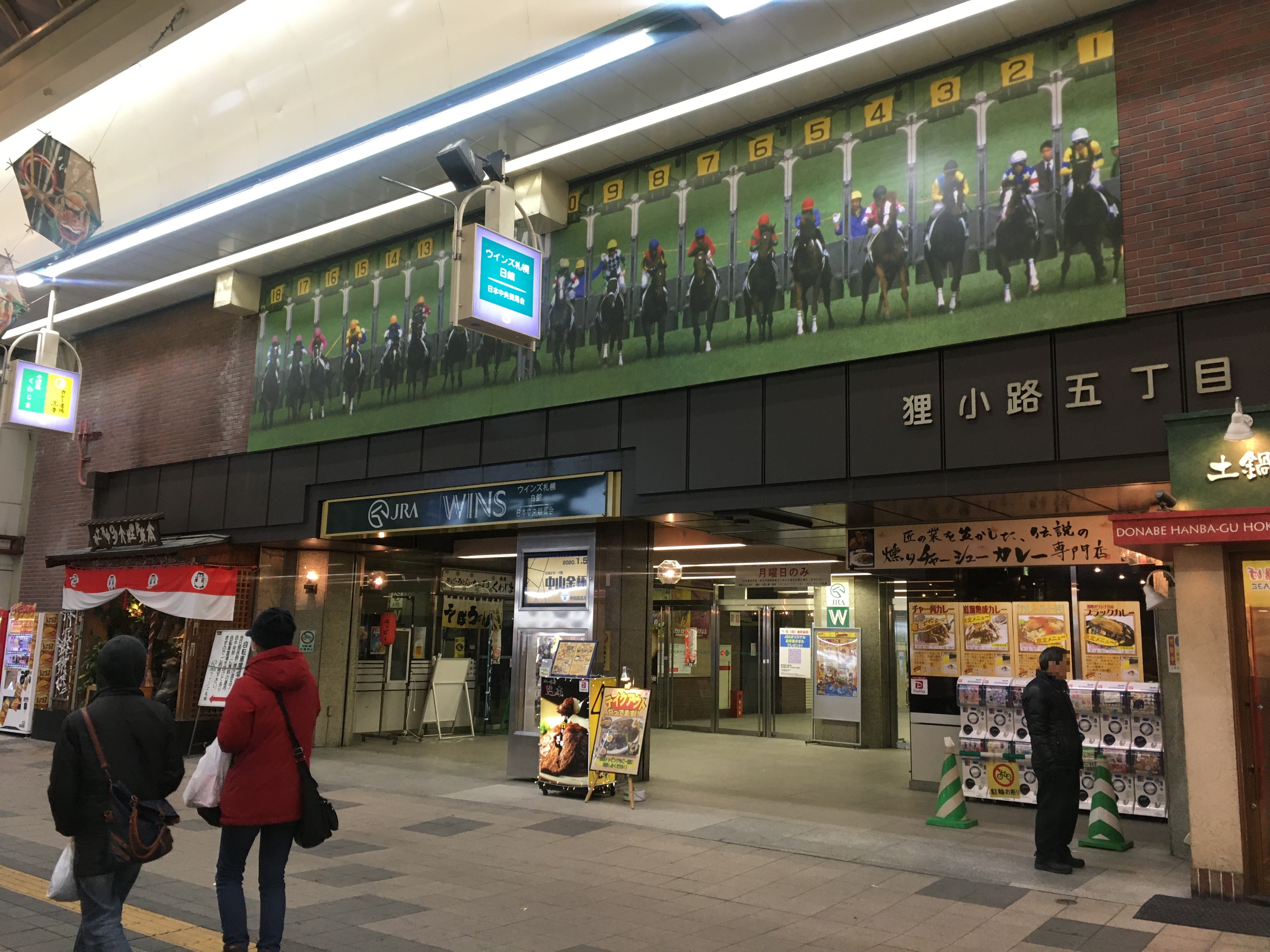
旧ウインズ札幌B館 （2020年1月）

## 周辺施設
- 狸小路商店街
- 札幌駅前通
- さっぽろ地下街
- 札幌ナナイロ
- 札幌千秋庵製菓本店
- アルシュ
- アーバン札幌ビル
- ノルベサ
- 東急REIホテル
- 東横イン
- 札幌プラザ2・5／メッセホール
- Aiba札幌中央（J-PLACE札幌中央）
- Aiba札幌駅前（J-PLACE札幌駅前）